# Alafors, Kungsbacka kommun
Ej att förväxla med Alafors, Ale kommun.
Alafors är en ort i Älvsåkers socken i Kungsbacka kommun i Hallands län, nära Anneberg. SCB definierade före 2015 Alafors som två separata småorter. Från 2015 räknas området som en del av tätorten Göteborg. 

## Historia
Namnet Alafors kommer från den by, Alafors by som låg precis vid forsen i Kungsbackaån (förr Storån) vid den gamla stenvalvsbron  som fortfarande än idag används. Invid forsen och i området växer väldigt mycket al, därav namnet.
Byn splittrades vid det laga skiftet och gårdarna runt i dagens Alafors kom ursprungligen ifrån denna gamla Alafors by. Idag har en nybyggd "ekoby" antagit namnet Alafors by, men ekobyn ligger ca 800 m från ursprungs byn.
Genom Alafors går den gamla medeltidsvägen och området har fått lida genom de ständiga krigen mellan Sverige och Danmark. Alafors blev svenskt i samband med trettioåriga kriget och freden i Brömsebro år 1645, men de tidiga invånarna hade det svårt och området har skövlats av svenska trupper som hämnd för danska anfall på Sverige.
Alafors var i slutet 1200-tal början 1300-tal en del av grevskapet Nordhalland, som styrdes från borgen Hunehals av på Hanhals holme. I Alafors fanns förr den sydligaste hällkista man funnit i Sverige, men den blev plundrad och jämnad med marken runt 1840 då boende ungdomar i Alafors by's 9 gårdar trodde att de skulle finna skatter däri. De flata stenarna såldes för en kanna brännvin till Adolf Ahlström i Alafors där de lades som markstenar på gårdsplanen. Stenarna var väldigt tunga och hästarna orkade knappt dra dem, därför fick de vara kvar när gården som de lades på blev ett grustag för SJ när de byggde järnvägen. Stenarna tros dock ha kommit med som fyllning efter det ras som inträffade av banvallen omkring 1900. I så fall så ligger dessa stenar idag under den gamla banvallen vid Kungsbackaån i närheten av Mariedals gård. Detta enligt Elof Lindälv som år 1917 pratade med en av ynglingarna som var med 1840, 87-årige Adolf Andersson i Lunnaliden, ett stenkast från Alafors.
Vid småortsavgränsningen 2005 namngav SCB den södra småorten Mariedal.